# Фата

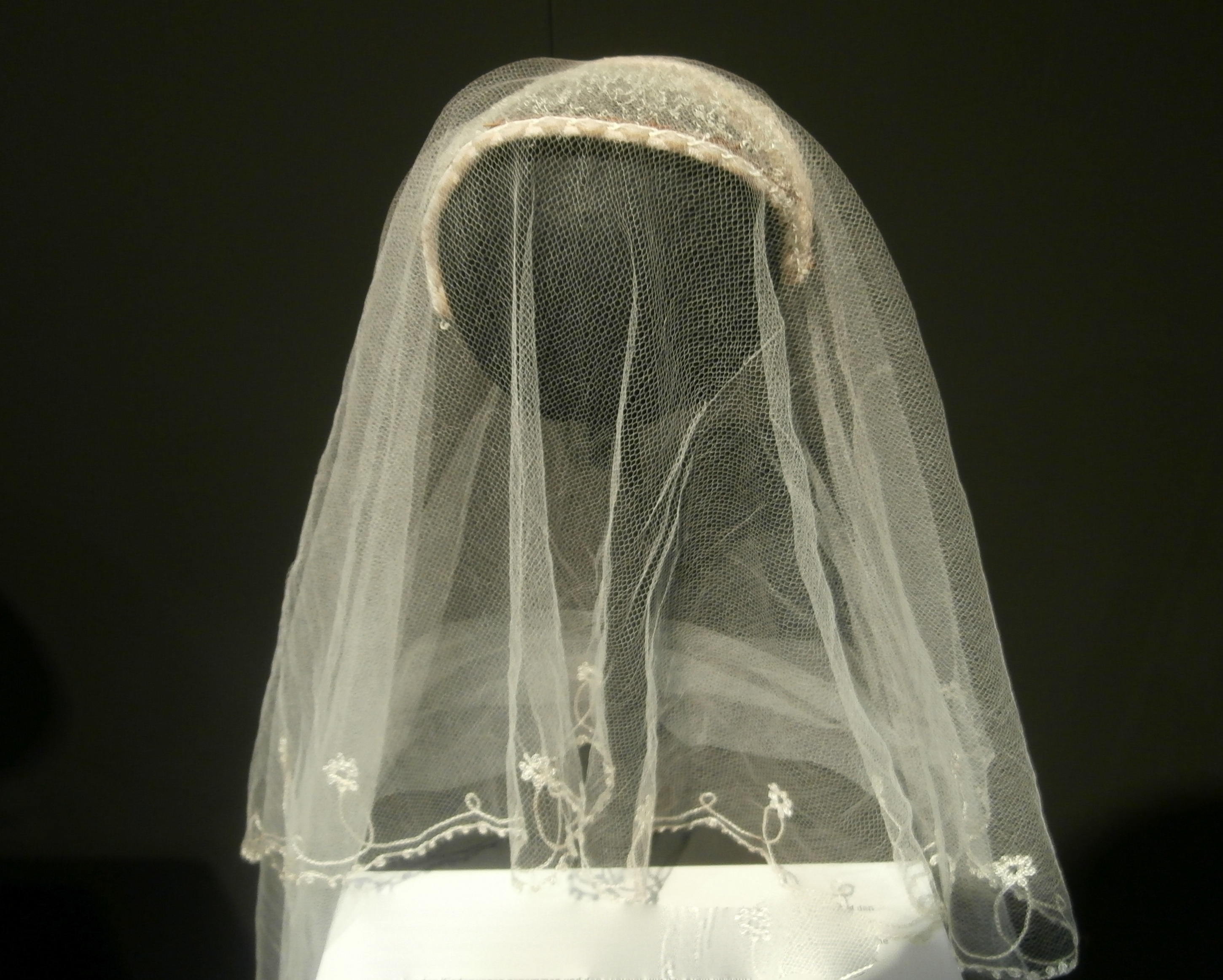
Старовинна фата

Фата́, велян  (від тур. futa, fota — «фартух», що через арабське посередництво сходить до дав.-інд. पट, пата — «тканина») — легке, звичайно довге, покривало з тюлю, серпанку, шовку або мережива як весільний головний убір нареченої.

## Назва
У західних областях фату називають вельо́н (від пол. welon — «вуаль», «серпанок»; від італ. velo).
У староросійській мові XV—XVI ст. словом фата називали шматок тканини, покривало взагалі. У «Домострої» фатою називається скатерка. У Російській імперії фата — велика хустка, покривало жінок, саме в цьому значенні це слово згадується в Тлумачному словнику В. І. Даля. На початку XX ст. фата вийшла з ужитку як повсякденний одяг і стала виключно елементом шлюбного вбрання.

## Традиції
В українському традиційному весільному обряді роль фати виконував вінок[джерело?]. 
Цікаво, що існувало схоже слово фа́тьол, яке також вживалося в значенні «фата», але ця схожість випадкова: як вважається, воно походить від угор. fátyol, щодо якого припускається латинська (через грецьке чи румунське посередництво) чи питомо угорська етимологія.
У багатьох народів існує традиція знімати нареченій фату на завершення весілля. Оскільки наречена стає дружиною і не повинна самостійно знімати фату, то її знімає свекруха чи молодий.